# Плеврозавры
Плеврозавры (лат. Pleurosauridae) — семейство вымерших морских диапсидных рептилий из отряда клювоголовых (Sphenodontia). Останки этого семейства были найдены в Баварии в отложениях юрского и мелового периода.

## Таксономия
К группе относят 3 вида, объединяемые в два рода:
- Palaeopleurosaurus Carroll, 1985: 1 вид — Palaeopleurosaurus posidoniae Carroll, 1985 — нижняя юра (тоарский ярус)
- Pleurosaurus Meyer, 1831typus — верхняя юра, нижний мел
  - Pleurosaurus goldfussi Meyer, 1831typus
  - Pleurosaurus ginsburgi Fabre, 1974

## Галерея

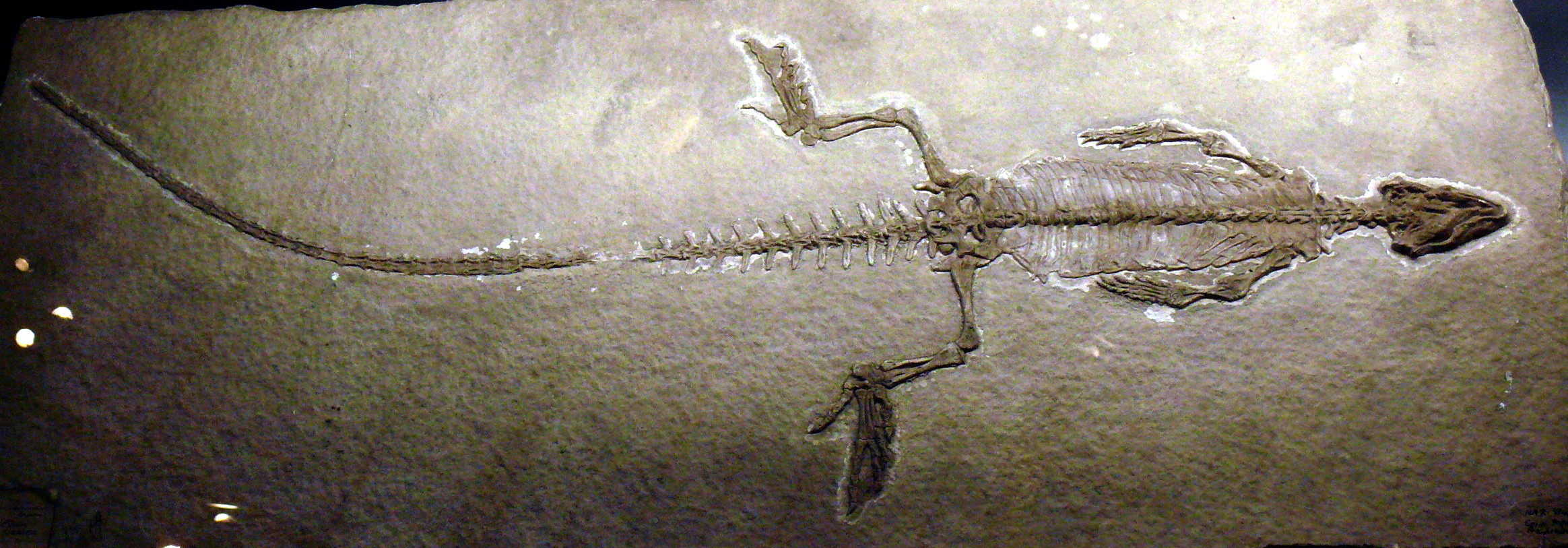
Pleurosaurus goldfussi
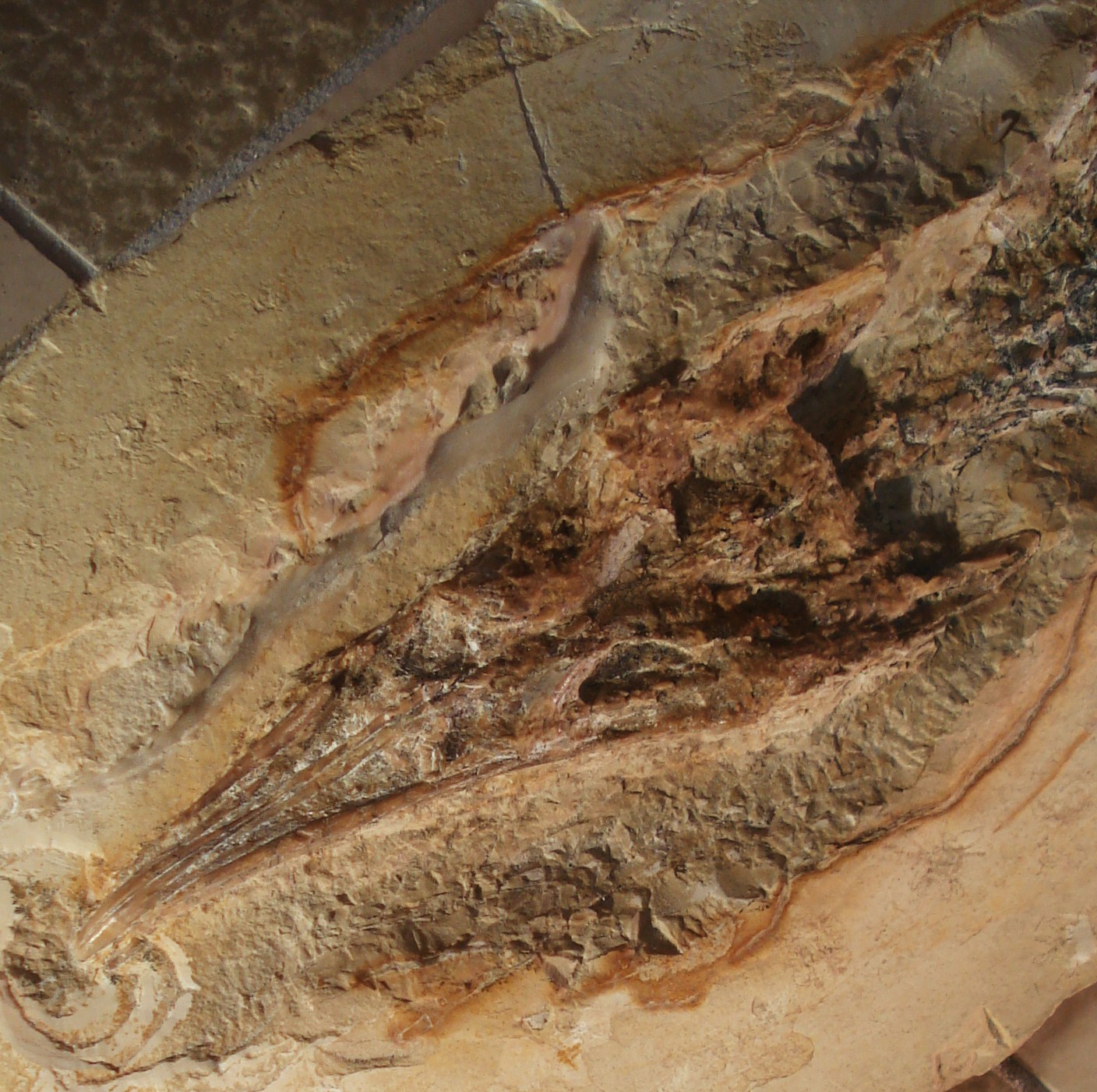
Pleurosaurus goldfussi
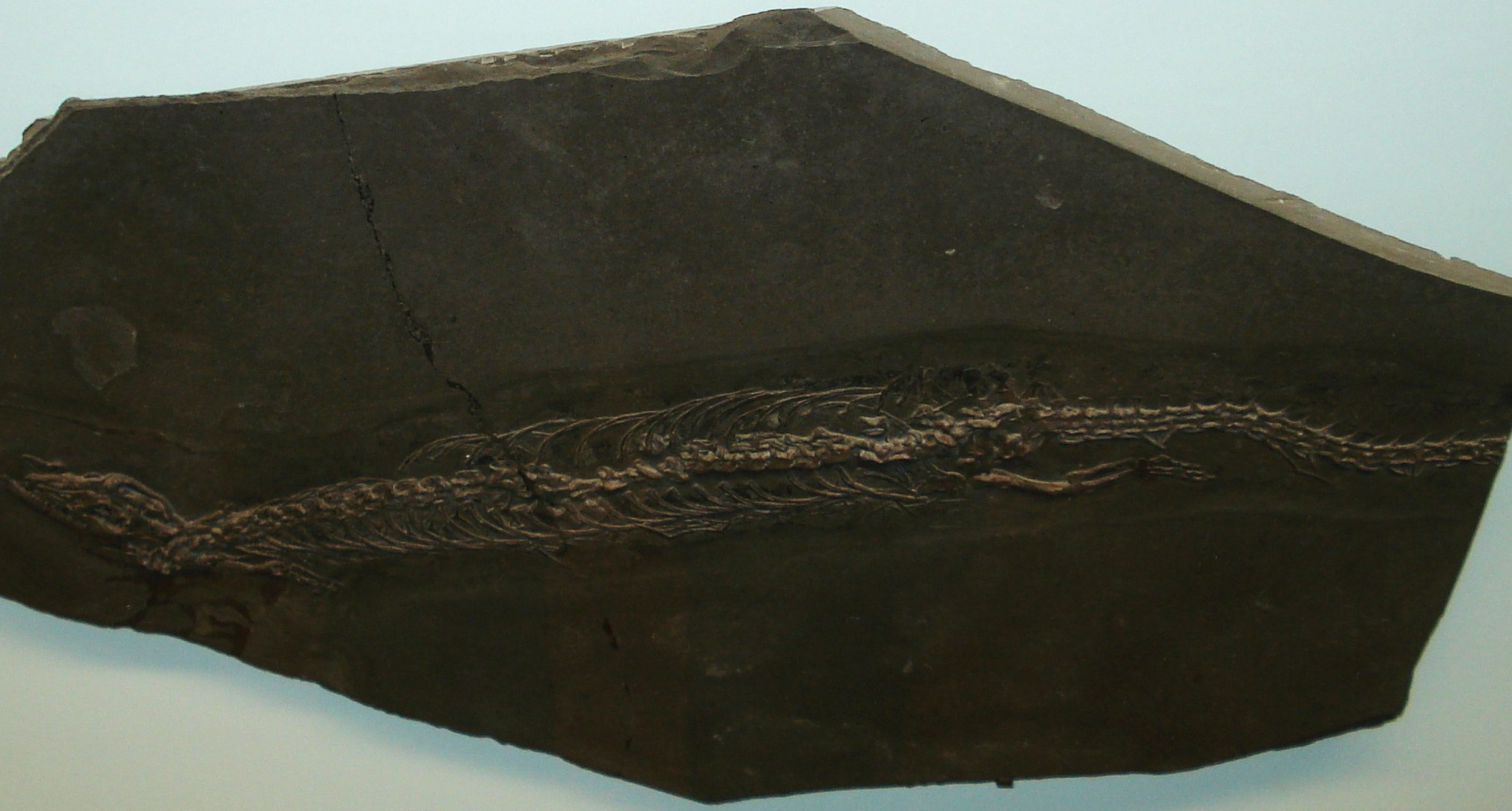
Palaeopleurosaurus posidoniae

## Рекомендуемая литература
- Palmer, D. The Marshall Illustrated Encyclopedia of Dinosaurs and Prehistoric Animals. — London: Marshall Editions, 1999. — ISBN 1-84028-152-9